# Xenoblade Chronicles (série)
Xenoblade Chronicles, chamado no Japão de Xenoblade (ゼノブレイド, Zenobureido), é uma série de RPGs eletrônico de ação de fantasia e ficção científica desenvolvida pela Monolith Soft e publicada pela Nintendo. É parte da grande série de jogos Xeno, criada por Tetsuya Takahashi, mas foi criada apenas após a aquisição da Monolith Soft pela Nintendo. A série foi iniciada com o jogo Xenoblade Chronicles, lançado para o Wii em 2010. O jogo foi um sucesso de críticas e gerou sequências.
A série obteve sucesso comercial e crítico. Xenoblade é conhecida por seu design de mundo, música e narrativa. É comumente tratada como uma das melhores séries modernas de RPG no catálogo de jogos da Nintendo. A série já foi representada em outros jogos, como nas séries Super Smash Bros. e Project X Zone.

## Jogos
| 2010 | Xenoblade Chronicles                               |
| 2011 |                                                    |
| 2012 |                                                    |
| 2013 |                                                    |
| 2014 |                                                    |
| 2015 | Xenoblade Chronicles 3D                            |
| 2015 | Xenoblade Chronicles X                             |
| 2016 |                                                    |
| 2017 | Xenoblade Chronicles 2                             |
| 2018 | Xenoblade Chronicles 2: Torna – The Golden Country |

Há, atualmente, quatro jogos principais na série Xenoblade Chronicles. Cada jogo apresenta seu próprio elenco de personagens, locação e história.

### Xenoblade Chronicles(2010)
Shulk e seus amigos embarcam em uma jornada para se vingar do Mechon pelo ataque a seu lar. Enquanto eles viajam pelas costas dos titãs, eles desvendam os segredos de uma arma poderosa conhecida como a Monado. Foi lançado primeiramente para o Wii, em 2010, e mais tarde para o New Nintendo 3DS, em 2015, como um remake.

### Xenoblade Chronicles X(2015)
Uma guerra interestelar força a humanidade a evacuar seu planeta natal. Depois de bater no planeta desconhecido Mira, Elma e seu time correm contra o tempo para resgatar o Lifehold, uma estrutura que contém milhares de vidas. Foi lançado para o Wii U em 2015.

### Xenoblade Chronicles 2(2017)
Em um mundo onde titãs estão morrendo, Rex conhece a arma-viva Pyra e promete levá-la para o paraíso lendário Elysium, para salvar o mundo. Foi lançado para o Nintendo Switch em 2017.

### Xenoblade Chronicles 2: Torna – The Golden Country(2018)
Se passando 500 anos antes dos eventos de Xenoblade Chronicles 2, Lora e Jin lutam contra Malos e seu exército antes da inevitável queda de seu reino, Torna. Foi lançado para o Nintendo Switch, tanto como um conteúdo descarregável para Xenoblade Chronicles 2 quanto como um jogo único.

### O futuro da série
Em outubro de 2018, a primeira divisão de produção da Monolith Soft, liderada pelo criador da série, Tetsuya Takahashi, começou a contratar para um novo projeto de RPG no estilo dos títulos anteriores de Xenoblade Chronicles. Takahashi disse que, apesar de uma sequência de Xenoblade Chronicles X ser possível, o próximo jogo possivelmente irá em uma direção diferente, já que ele comumente fica entediado com seu projeto anterior. Além de perseguir uma nova direção para a série, o produtor Koh Kojima expressou interesse em desenvolver um possível Xenoblade Chronicles 3 e Xenoblade Chronicles X2.

## Recepção
| Jogo                                               | GameRankings        | Metacritic        |
| -------------------------------------------------- | ------------------- | ----------------- |
| Xenoblade Chronicles                               | (Wii) 91% (3DS) 86% | (Wii) 92 (3DS) 86 |
| Xenoblade Chronicles X                             | (Wii U) 83%         | (Wii U) 84        |
| Xenoblade Chronicles 2                             | (NS) 82%            | (NS) 83           |
| Xenoblade Chronicles 2: Torna – The Golden Country | (NS) 82%            | (NS) 80           |

Xenoblade Chronicles vendeu quase 200 mil unidades no Japão até o final de 2013. Mais tarde, em uma entrevista, Takahashi confirmou que o jogo havia vendido melhor no ocidente do que no Japão. Até dezembro de 2015, Xenoblade Chronicles X havia vendido cerca de 377 mil unidades entre Japão, França e Estados Unidos. Xenoblade Chronicles 2 vendeu 1,42 milhão de cópias até junho de 2018, tornando-se o título mais vendido da história da Monolith Soft. Suas vendas excederam as expectativas da companhia em territórios ocidentais. Xenoblade Chronicles 2: Torna – The Golden Country também ultrapassou as expectativas de vendas fora do Japão.